# Liste der Monuments historiques in Landrévarzec
Die Liste der Monuments historiques in Landrévarzec führt die Monuments historiques in der französischen Gemeinde Landrévarzec auf.

## Liste der Bauwerke
| Bezeichnung                    | Beschreibung | Standort | Kennzeichnung | Schutzstatus | Datum | Bild           |
| ------------------------------ | ------------ | -------- | ------------- | ------------ | ----- | -------------- |
| Kapelle Notre-Dame de Quilinen |              | (Lage)   | PA00090046    | Classé       | 1990  | weitere Bilder |

## Liste der Objekte
- Monuments historiques (Objekte) in Landrévarzec in der Base Palissy des französischen Kultusministeriums